# Blurryface
Blurryface (cách điệu thành BLURRYFΛCE) là album phòng thu thứ tư của bộ đôi âm nhạc Mỹ Twenty One Pilots. Đây là album thứ hai của ban nhạc được phát hành qua Fueled by Ramen. Ban đầu được dự kiến phát hành ngày 19 tháng 5 năm 2015, nó được phát hành sớm hơn hai ngày vào ngày 17 tháng 5, qua iTunes. Album được kế tiếp bằng đĩa đơn đầu tiên, "Fairly Local", phát hành ngày 17 tháng 3 năm 2015. Tính tới tháng 7 năm 2016, album đã bán được hơn 1 triệu bản tại Hoa Kỳ. Năm đĩa đơn từ album này đã lọt vào top 5 bảng xếp hạng Billboard Hot 100, trong đó có "Stressed Out" và "Ride", lần lượt đạt vị trí thứ hai và thứ năm.

## Bối cảnh và thu âm

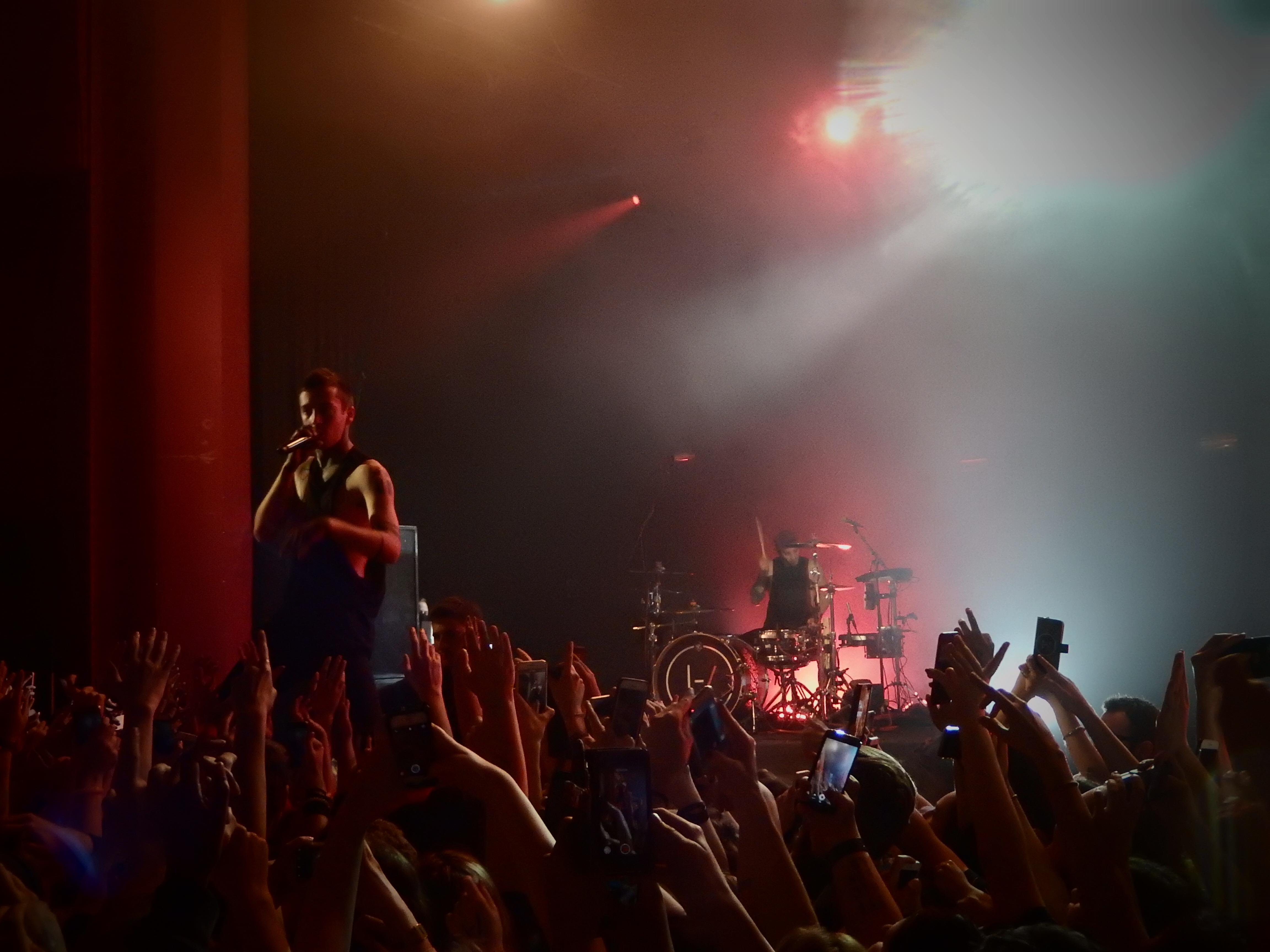
Twenty One Pilots biểu diễn tại Shepherds Bush Empire vào cuối năm 2015

Tiếp theo sau album thứ hai của họ Vessel (2013), ban nhạc tổ chức lưu diễn tại nhiều địa điểm để quảng bá cho album trên toàn cầu. Trong khi lưu diễn họ có một phòng thu âm di động để họ có thể đặt ra những ý tưởng mới.
"Heavydirtysoul", "Ride", "Fairly Local", "Tear in My Heart", "Lane Boy" và "Doubt" được thu âm với nhà sản xuất Ricky Reed tại phòng thu Serenity West Recording ở Hollywood, California. "Stressed Out", "Polarize", "Hometown" và "Not Today" được thu âm với nhà sản xuất Mike Elizondo tại Can Am ở Tarzana, California. "Ride" được thu âm với Reed tại Sonic Lounge Studios ở Grove City, Ohio. "The Judge" được thu âm với nhà sản xuất Mike Crossey tại Livingston Studios ở London. "We Don't Believe What's on TV" và "Goner" được thu âm cùng với Reed tại Paramount Recording Studios ở Hollywood, California. "Message Man" được thu âm với Tim Anderson tại Werewolf Heart ở Los Angeles, California. Album được mix bởi Neal Avron, với sự trợ giúp của Scott Skrzynski, tại The Casita ở Hollywood, California. Album được master bởi Chris Gehringer tại Sterling Sound ở Thành phố New York.

## Tựa đề và đồ họa
Album được đặt tên theo một nhân vật mà ban nhạc tự tạo nên có tên là Blurryface. Theo Joseph, nhân vật này "tượng trưng cho tất cả những gì mà không chỉ riêng tôi, mà mọi người xung quanh đều cảm thấy bất ổn." Joseph dùng sơn màu đen sơn lên tay và cổ anh trong các buổi diễn trực tiếp và trong các video âm nhạc trong album, để tượng trưng cho Blurryface, nói rằng: "Rất kịch tính. Tôi biết, nhưng nó giúp tôi nhập tâm vào nhân vật."
Chỉ đạo và thiết kế cho các đồ họa trong album được thực hiện bởi Brandon Rike, Reel Bear Media và Virgilio Tzaj. Rob Gold là quản lý đồ họa, trong khi Josh Skubel chịu trách nhiệm sản xuất gói. Jabari Jacobs cung cấp ảnh. Rike có nhắc đễn trong blog của anh về cảm giác khác biệt của đồ họa trong Vessel và màu đỏ trong Blurryface là "màu của sự đam mê, mãnh liệt và giận dữ".

## Phát hành
Vào ngày 17 tháng 3 năm 2015, ban nhạc công bố tựa đề, danh sách bài hát và ngày ra mắt của album. Trang web của ban nhạc đã bị quá tải do quá nhiều người hâm mộ cố gắng đặt trước album. Ban nhạc đã phát hành đĩa đơn mới "Fairly Local" cùng ngày khi video âm nhạc của nó được đăng tải trên kênh YouTube của Fueled by Ramen.
Vào ngày 6 tháng 4, ban nhạc phát hành đĩa đơn thứ hai từ album, "Tear in My Heart", cùng với video âm nhạc chính thức trên YouTube. "Tear in My Heart" được phát hành trên radio ngày 14 tháng 4 năm 2015. Đĩa đơn thứ ba, "Stressed Out", được phát hành ngày 28 tháng 4 cùng với một video âm nhạc. Vào ngày 4 tháng 5 năm 2015, ban nhạc đăng lên YouTube bản audio của bài hát thứ 6 trong album, "Lane Boy", và phát hành "Ride" bảy ngày sau đó cũng trên YouTube; cả hai đều là các đĩa đơn, được phát hành lần lượt vào các ngày 4 và 12 tháng 5. Trong khoảng từ ngày 11 đến ngày 14 ban nhạc lưu diễn tại Anh Quốc. Video âm nhạc cho "Ride" được phát hành ngày 14 tháng 5, được đạo diễn bởi Reel Bear Media.
Vào ngày 19 tháng 5 năm 2015, bộ đôi biểu diễn tại nhà hát iHeartRadio Theater LA ở Burbank, CA để chào mừng album được phát hành. Buổi diễn được phát trực tuyến trên trang web của iHeartRadio. Ban nhạc đã tổ chức các buổi diễn và biểu diễn tại các lễ hội từ ngày 19 tháng 5 đến ngày 4 tháng 12. Vào ngày 20 tháng 7, video âm nhạc cho "Lane Boy" được phát hành. Ban nhạc biểu diễn tại Anh Quốc vào tháng 11. Chuyến lưu diễn đã bán hết vé chỉ trong vài phút.

## Đánh giá chuyên môn
| Đánh giá chuyên môn     | Đánh giá chuyên môn |
| Điểm trung bình         | Điểm trung bình     |
| Nguồn                   | Đánh giá            |
| ----------------------- | ------------------- |
| Metacritic              | 80/100              |
| Nguồn đánh giá          |                     |
| Nguồn                   | Đánh giá            |
| AllMusic                | [ 36 ]              |
| Alternative Press       | [ 37 ]              |
| The Austin Chronicle    | [ 4 ]               |
| Billboard               | [ 5 ]               |
| Cleveland.com           | B                   |
| Rolling Stone Australia | [ 39 ]              |
| Sputnikmusic            | 3.5/5               |

Blurryface nhận được chủ yếu các đánh giá tích cực từ giới phê bình âm nhạc. Tại Metacritic, một trang mạng tổng hợp điểm đánh giá trung bình của các nhà phê bình trên thang điểm 100, album nhận được số điểm 80, dựa trên 5 đánh giá, đồng nghĩa với "đánh giá tích cực". Garrett Kamps của Billboard nói rằng album như một "đống hỗn độn (theo một cách tốt)", nhưng lại cho album đánh giá trung bình, nói rằng Blurryface "có thể chưa đạt tới tầm cao như Vessel".
Sputnikmusic và Alternative Press cho Blurryface các đánh giá tốt, sau đó càng trở nên tích cực hơn. Nhà phê bình của họ, Jason Pettigrew, mô tả album là "tuyệt vời" và khen ngợi sự trộn lẫn các thể loại trong bài hát của họ, nêu nổi bật các bài hát "Ride", "Polarize", "Message Man", "Tear in My Heart", "We Don't Believe What's on TV", "Goner" và "Lane Boy" trong đánh giá của anh.
Album được xếp hạng thứ nhất trong danh sách "10 Bản thu âm Hàng đầu Năm 2015" của Alternative Press. Jason Pettigrew của Alternative Press viết rằng ban nhạc đã kết hợp "tầm nhìn của hip-hop, màu sắc của reggae, sự phổ biến của pop, nhịp điện tử gấp rút đầy dữ dội và gây chiến với nỗi buồn thành một bản thu gắn kết khó có thể tưởng tượng được." Album được xếp vị trí thứ hai trong danh sách top 50 bản phát hành năm 2015 của Rock Sound. Blurryface được đề cử giải "Album của năm" tại Giải thưởng âm nhạc Alternative Press năm 2016. Album cũng giành chiến thắng trong hạng mục "Top album nhạc rock" tại Giải thưởng âm nhạc Billboard.

## Thành công thương mại
Blurryface khởi đầu tại vị trí thứ nhất trên bảng xếp hạng Billboard 200, kiếm được 147.000 đơn vị album tương đương (ứng với doanh số album 134.000) tại Hoa Kỳ trong tuần đầu tiên, khiến nó trở thành album được xếp hạng cao nhất của Twenty One Pilots và đánh dấu tuần đầu tiên có doanh thu cao nhất tại Hoa Kỳ của ban nhạc. Nhóm nhạc cũng có sự xuất hiện đầu tiên trong top 40 tại Anh Quốc với việc Blurryface khởi đầu tại vị trí thứ 14. Tới tháng 11 năm 2015, album đã bán được 500.000 bản trên toàn cầu. Trong tháng tiếp theo, doanh thu tại Hoa Kỳ của album được công bố là hơn 505.000 bản. Tới tháng 1 năm 2016, album đã bán được 592.000 bản tại Hoa Kỳ. Hai tháng sau, doanh số tại Hoa Kỳ đã tăng lên 753.000 bản. Tới cuối tháng 3, doanh số tại Hoa Kỳ đạt 792.000 bản. Tới giữa tháng 6, album bán được 924.000 bản, và hơn 1 triệu bản tới giữa tháng 7. Album đã được chứng nhận vàng tại Canada và bạch kim hai lần tại Hoa Kỳ.

## Lưu diễn

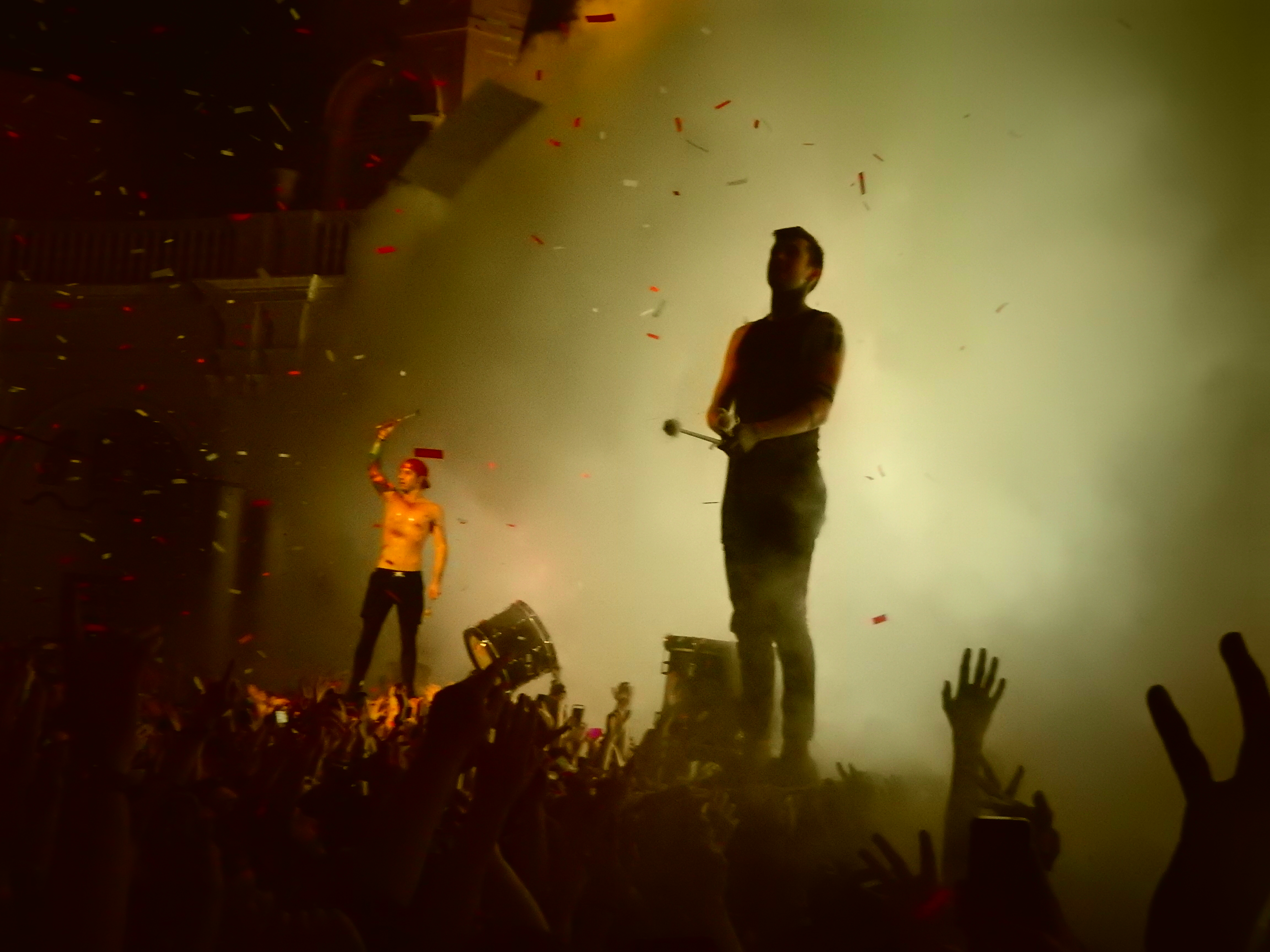
Twenty One Pilots biểu diễn vào năm 2015

Twenty One Pilots đã có chuyến lưu diễn đầu tiên tập trung vào Blurryface trong năm 2015, với tên gọi Blurryface Tour, Đây là một chuyến lưu diễn quốc tế, trong đó bộ đôi này đã biểu diễn 113 chương trình trên toàn cầu. Chuyến lưu diễn bắt đầu ngày 11 tháng 5 năm 2015 tại Glasgow, và kết thúc vào ngày 7 tháng 5 năm 2016 tại Bunbury. Echosmith và Finish Ticket đã mở đầu cho buổi diễn tại Bắc Mỹ.
Twenty One Pilots bắt đầu chuyến lưu diễn Emotional Roadshow World Tour vào năm 2016, tập trung chủ yếu vào album và nhân vật Blurryface. Vào ngày 26 tháng 10 năm 2015, các ngày của chuyến lưu diễn được thông báo bắt đầu từ Cincinnati đến Thành phố New York. Vào ngày 9 tháng 5 năm 2016, thêm nhiều thời gian biểu diễn nữa được thông báo bao gồm các nước châu Âu, thêm các nước châu Mỹ khác và châu Đại Dương. Chuyến lưu diễn bắt đầu ngày 31 tháng 5 năm 2016, tại sân vận động US Bank Arena ở Cincinnati, và được dự kiến kết thúc ngày 8 tháng 4 năm 2017, tại sân vận động Perth Arena ở Perth.

## Danh sách bài hát
Tất cả bài hát được viết bởi Tyler Joseph.
| STT | Nhan đề                         | Sản xuất      | Thời lượng |
| --- | ------------------------------- | ------------- | ---------- |
| 1.  | "Heavydirtysoul"                | Ricky Reed    | 3:54       |
| 2.  | "Stressed Out"                  | Mike Elizondo | 3:22       |
| 3.  | "Ride"                          | Reed          | 3:34       |
| 4.  | "Fairly Local"                  | Reed          | 3:27       |
| 5.  | "Tear in My Heart"              | Reed          | 3:08       |
| 6.  | "Lane Boy"                      | Reed          | 4:13       |
| 7.  | "The Judge"                     | Mike Crossey  | 4:57       |
| 8.  | "Doubt"                         | Reed          | 3:11       |
| 9.  | "Polarize"                      | Elizondo      | 3:46       |
| 10. | "We Don't Believe What's on TV" | Reed          | 2:57       |
| 11. | "Message Man"                   | Tim Anderson  | 4:00       |
| 12. | "Hometown"                      | Elizondo      | 3:54       |
| 13. | "Not Today"                     | Elizondo      | 3:58       |
| 14. | "Goner"                         | Reed          | 3:56       |

| Các bài hát bổ sung trong phiên bản tại Nhật Bản | Các bài hát bổ sung trong phiên bản tại Nhật Bản | Các bài hát bổ sung trong phiên bản tại Nhật Bản | Các bài hát bổ sung trong phiên bản tại Nhật Bản |
| STT                                              | Nhan đề                                          | Sản xuất                                         | Thời lượng                                       |
| ------------------------------------------------ | ------------------------------------------------ | ------------------------------------------------ | ------------------------------------------------ |
| 15.                                              | "Guns for Hands"                                 | Greg Wells                                       | 4:30                                             |
| 16.                                              | "Lovely"                                         | Wells                                            | 4:18                                             |

## Xếp hạng
| Bảng xếp hạng (2015–16)                  | Vị trí xếp hạng cao nhất |
| ---------------------------------------- | ------------------------ |
| Album Úc (ARIA)                          | 7                        |
| Album Áo (Ö3 Austria)                    | 12                       |
| Album Bỉ (Ultratop Vlaanderen)           | 17                       |
| Album Bỉ (Ultratop Wallonie)             | 24                       |
| Album Canada (Billboard)                 | 4                        |
| Album Đan Mạch (Hitlisten)               | 9                        |
| Album Hà Lan (Album Top 100)             | 18                       |
| Album Phần Lan (Suomen virallinen lista) | 5                        |
| Album Pháp (SNEP)                        | 13                       |
| Album Đức (Offizielle Top 100)           | 27                       |
| Album Hungaria (MAHASZ)                  | 16                       |
| Album Ireland (IRMA)                     | 7                        |
| Album Ý (FIMI)                           | 13                       |
| Album Nhật Bản (Oricon)                  | 61                       |
| Album Hàn Quốc (Circle)                  | 77                       |
| Album México (Top 100 Mexico)            | 12                       |
| Album New Zealand (RMNZ)                 | 2                        |
| Album Na Uy (VG-lista)                   | 5                        |
| Album Ba Lan (ZPAV)                      | 15                       |
| Album Bồ Đào Nha (AFP)                   | 15                       |
| Album Tây Ban Nha (PROMUSICAE)           | 51                       |
| Album Thụy Điển (Sverigetopplistan)      | 9                        |
| Album Thụy Sĩ (Schweizer Hitparade)      | 22                       |
| Album Anh Quốc (OCC)                     | 5                        |
| Hoa Kỳ Billboard 200                     | 1                        |
| Hoa Kỳ Billboard Vinyl Albums            | 1                        |

| Bảng xếp hạng (2015)             | Vị trí |
| -------------------------------- | ------ |
| Hoa Kỳ Billboard 200             | 31     |
| Hoa Kỳ Billboard Digital Albums  | 19     |
| Hoa Kỳ Billboard Top Rock Albums | 7      |
| Bảng xếp hạng (2016)             | Vị trí |
| Canada (Canadian Albums Chart)   | 4      |
| Hoa Kỳ Billboard 200             | 6      |

## Chứng nhận
| Quốc gia                                  | Chứng nhận  | Số đơn vị/doanh số chứng nhận |
| ----------------------------------------- | ----------- | ----------------------------- |
| Úc (ARIA)                                 | Vàng        | 35.000^                       |
| Canada (Music Canada)                     | Bạch kim    | 80.000^                       |
| Đan Mạch (IFPI Đan Mạch)                  | Vàng        | 10.000‡                       |
| New Zealand (RMNZ)                        | Vàng        | 7.500^                        |
| Ba Lan (ZPAV)                             | Bạch kim    | 20.000‡                       |
| Anh Quốc (BPI)                            | Vàng        | 100.000‡                      |
| Hoa Kỳ (RIAA)                             | 2× Bạch kim | 1,005,000                     |
| ^ Chứng nhận dựa theo doanh số nhập hàng. |             |                               |

## Lịch sử phát hành
| Quốc gia | Ngày                |
| -------- | ------------------- |
| Úc       | 15 tháng 5 năm 2015 |
| Đức      | 15 tháng 5 năm 2015 |
| Nhật Bản | 15 tháng 5 năm 2015 |
| Ireland  | 15 tháng 5 năm 2015 |
| Hà Lan   | 15 tháng 5 năm 2015 |
| Phần Lan | 16 tháng 5 năm 2015 |
| Đan Mạch | 16 tháng 5 năm 2015 |
| Pháp     | 16 tháng 5 năm 2015 |
| Ba Lan   | 16 tháng 5 năm 2015 |
| Anh Quốc | 16 tháng 5 năm 2015 |
| Châu Âu  | 17 tháng 5 năm 2015 |
| Canada   | 17 tháng 5 năm 2015 |
| Hoa Kỳ   | 17 tháng 5 năm 2015 |